# Duro de domar (Chile)
Duro de domar fue un programa de televisión chileno, la versión local del programa argentino homónimo, emitido por Chilevisión durante 2006.
Fue grabada en Argentina y conducida por Marco Silva. El programa se emitió los martes a las 23:00 (horario de Chile). Fue estrenado el 18 de julio de 2006 y su última emisión fue el 12 de septiembre de ese año.

## Panelistas
- María Gracia Subercaseaux
- Denisse Malebrán
- Nicolás Copano
- Bernardita Traub
- Lorna Soler
- Patricio Miñano
- Braulio Martínez (el locutor)

## Secciones
- La tele en que vivimos, cuyo nombre es una parodia del programa La tierra en que vivimos.
- Podría ser peor
- Informes
- Me colgué del cable
- Kitsch TV
- El regreso de Cosita, parodia de Fabrizio Copano al fallecido perro "Cosita", mascota que alguna vez "co-animó" el programa La mañana del 13 junto a su dueña, la presentadora del mismo Paulina Nin de Cardona. Sirvió de inspiración a la sección de la versión argentina "Jazmín, el perro inmortal", que parodia al fallecido perro de Susana Giménez.
- El notero pobre conducido por Pedro Ruminot. Esta sección apareció posteriormente apareció en El club de la comedia.